# グロリア (1980年の映画)
『グロリア』（Gloria）は、1980年に公開されたアメリカ合衆国のアクション映画。ジョン・カサヴェテス監督・脚本。ジーナ・ローランズ主演。ギャングの襲撃から生還した少年を偶然かくまうことになった隣人の中年女性の奮闘を通じ、2人が心を通い合わせるさまが描かれる。
ヴェネツィア国際映画祭金獅子賞を受賞（ルイ・マルの『アトランティック・シティ』と同時受賞）。ローランズは第38回ゴールデングローブ賞のドラマ部門主演女優賞および、第53回アカデミー賞の主演女優賞にノミネートされた。
ローランズ演じる主人公の衣装はエマニュエル・ウンガロが提供した。
1999年にシャロン・ストーン主演でリメイクされている。

## ストーリー
ニューヨーク。会計士のジャックは、ギャング組織の会計を担当しながら、会計情報をFBIなどに提供しており、それが組織に露見したために一家ごと消されようとしていた。ある日、ジャック一家が隠れ家として逃げ込んだサウス・ブロンクスの安アパートをギャングが探り当て、制裁のために踏み込んでロビーに居座り、見回りの警官の目が手薄になるのを待つばかりとなっていた。
観念したジャックは、たまたまコーヒーの粉を借りに一家の部屋を訪ねて来た隣人の独居女性、グロリア・スウェンソンに、6歳の息子・フィルを預かるよう頼み込む。子供嫌いを公言するグロリアは断ろうとするが、ただならぬ雰囲気を感じ取り、思わずジャックの突然の依頼を聞き入れてしまう。フィルは未通報の会計情報が書き込まれた手帳を「大事な聖書だ」と言い聞かせられて持たされていた。一味はすでに手帳の存在もつかんでいた。グロリアがフィルを連れて部屋に戻った瞬間、廊下に足音が響き、やがてジャックの部屋から大きな銃声や、部屋を荒らす音が聞こえてくる。グロリアは組織のしわざとさとる。
組織が引き上げたあと、警官隊や消防隊や野次馬が駆けつける混乱の中、グロリアとフィルはアパートを逃げ出す。グロリアは「あんたのパパやママを殺したのはあたしの友達なんだ」と言明して無関係を装おうとし、悲しみに暮れてすがりついてくるフィルを疎んじる。グロリアは若い頃、組織の後援のもとでショーガールとして働いており、かつては組織のボス、トニー・タンジーニの情婦でもあった。グロリア・スワンソンと1字違いの名前も、彼女が安全に生きていくために組織が与えた偽名だった。グロリアはフィルに冷たく接する一方で、「靴下を新品にはき替えなさい」とも執拗に言い、フィルをいぶかしがらせる。
2人はマンハッタンにある、グロリアが別邸として利用している彼女の「姉」名義のアパートに逃げ込み、一夜を明かす。翌朝になると、グロリアはフィル誘拐犯として指名手配の身となり、新聞やテレビで大きく報道される。また、グロリアの身柄は組織に筒抜けであるため、ギャングたちが、手帳を奪おうと別邸にやってくる。グロリアとフィルは別邸を脱出するも、一味の自動車に追いつかれる。グロリアは隠し持っていた拳銃を抜いてギャングを撃ち、追跡から逃れる。
グロリアは一家の葬儀を行うことをフィルに提案し、2人で墓地に行く。フィルは適当に選んだ墓の前で家族に別れを告げ、「僕は男だ。それにもう6歳になったから、何だってできるんだ」と自分に言い聞かせるようにつぶやく。
安宿を転々とし、そのたびに追っ手をまいてきたグロリアは、フィルをかくまうのが怖くなり、ある朝、彼をブロードウェイの路上に置き去りにするが、思い直し、タクシーに乗り込んで彼を探し回る。フィルは少し年長の同胞の少年が遊んでいるところに身を寄せていたが、その父親はギャングの手下だった。フィルはちょうどグロリアの目の前で、その手下に家の中に連れ込まれてしまう。グロリアはその家に乗り込み、フィルと手帳を奪い返して地下鉄で逃げ、ミッドタウンの高級ホテルに籠城する。グロリアはフィルに自分の故郷であるピッツバーグへともに逃げることを提案する。
フィルはグロリアに芽生えた母性に気づかず、グロリアとギャングが戦うことを疑問に思い、「銃を使ったらギャングと同じになっちゃうよ。手下を撃つんじゃなく、組織と戦わなきゃ」と子供らしく率直に語る。これを聞いたグロリアは逃避行に決着をつけることを決意し、自らトニーに連絡して、手帳を持って組織のアジトに向かうことを告げる。所持金をすべて引き出し、フィルに100ドル札の束を渡したグロリアは、「常に1枚だけ両替でくずし、残りは靴下に隠しなさい。3時間半経って戻らなかったらホテルを出て、ひとりでピッツバーグに行きなさい」と告げ、ホテルを去る。
トニーと対峙したグロリアは、手帳を差し出し、すべてを秘密にする代わりにフィルに手を出させないことを確約させようとする。トニーは、彼女が組織の掟を破ったことを非難するが、グロリアが「あなたたちには、誰でも母親がいたわ。でも私は母親になれなかった。今、あの子が愛らしいの」と告げると、かつてグロリアと家族を持とうとしていたトニーは二の句が継げなくなる。グロリアは「私を殺すならひと思いにやりなさい」と告げて席を蹴り、去り際、用心棒の男を射殺してエレベーターに飛び乗る。手下たちが、下がっていくエレベーターの箱の上から一斉射撃を浴びせる。
一方、フィルは約束通りホテルで3時間半待ったのち、ひとりでチェックアウトし、ひとりで長距離列車に乗り、ピッツバーグに着く。ビジネスマン風の男が「ひとりでどこへ行くの? パパやママは?」とたずねると、フィルは「わかんない。パパやママは天国だよ」と答える。「お墓参りか」と早合点した男は、大きな墓地の場所をフィルに教える。かつての葬式のまねごとを思い出し、グロリアの死を確信していたフィルはタクシーに乗って墓地に出かけ、適当に選んだ墓の前で「グロリア、会いたいよ」とつぶやく。そこに、1台の運転手付きリムジンが止まり、喪服を着た老婦人が降りてくる。それは指名手配からの逃亡のために変装したグロリアであった。ふたりは本当の親子の再会のように抱き合う。

## キャスト
カッコ内は日本語吹替
- グロリア・スウェンソン：ジーナ・ローランズ（此島愛子）

子供嫌いの女性。ギャングの元情婦。勝ち気で口調が粗野。喫煙者。拳銃の扱いに長けている。当初はフィルを疎ましく思っていたが次第に情を持つようになる。
- フィル・ドーン：ジョン・アダムズ（菊池英博）

6歳の少年。当初はグロリアを好きではなかったが行動を共にするうちに慕うようになる。
- ジャック・ドーン：バック・ヘンリー（村越伊知郎）

フィルの父。会計士。ギャングの会計を担当している。しかし、組織の情報をFBIにリークしたことでフィル以外の家族を自分も含めて殺害されてしまう。
- ジェリ・ドーン：ジュリー・カーメン（榊原良子）

フィルの母。家族に対する愛情は深い。
- トニー・タンジーニ：バジリオ・フランチナ（千葉耕市）

組織のボス。
- フランク：ジョン・フィネガン（加藤正之）
- ブロードウェイのバーテンダー: ローレンス・ティアニー（峰恵研）
- シル：ヴァル・エイヴリー（上田敏也）

## 日本語吹替版スタッフ
1984年2月20日 TBS系列『月曜ロードショー』 ※テレビ初放送。DVD未収録
- プロデューサー：熊谷国雄（TBS）
- 演出：小林守夫
- 翻訳：岩本令
- 調整：前田仁信
- 解説：荻昌弘

正味80分ほどの放送時間に合わせるため、一部のシーン（グロリアとフィルがカフェから逃走する場面、グロリアが銀行で所持金を引き出す場面など）がカットされている。

## 日本語字幕
- 野中重雄

## 作品の評価
- 黒澤明は、日本公開時の劇場販売用パンフレットに寄稿し「この映画の美しさは生まれつきのものだと思います」と監督のカサヴェテスを讃えている。
- Rotten Tomatoesでは、27件の評論のうち、93%にあたる25件が高く評価しており、平均して10点満点中7.11点を得ている[5]。
- Metacriticでは、12件の評論のうち、高評価が10件、賛否混在が2件、低評価はなく、平均して100点満点中68点を得ている[6]。

## その他
- 映画ジャーナリスト猿渡由紀は、2012年にジーナ・ローランズにインタビューして本作の裏話を聞き出している。本作の脚本は元々別の女優の主演を想定して書かれたものだったが、その女優が断ったためローランズが主演することになった。ローランズは本作の出来を気に入っているが、ジョン・カサヴェテスは『これはただのファンタジーだよ。ばからしい話だ』と余り気に入らなかったという[7]。